# Siang
Der Distrikt Siang ist ein Distrikt im indischen Bundesstaat Arunachal Pradesh. Sitz der Distriktverwaltung ist Boleng.

## Geschichte
Am 27. November 2015 wurde das Gebiet geschaffen. Es entstand aus den Circles Boleng, Kebang, Pangin, Rebo-Perging und Riga des Distrikts East Siang und den Circles Jomlo Mobuk, Kaying, Payum und Rumgong des Distrikts West Siang.

## Geografie
Der Distrikt Siang liegt im Zentrum von Arunachal Pradesh. Der Distrikt grenzt im Nordosten und Osten an den Distrikt Upper Siang, im Südosten und Süden an den Distrikt East Siang, im Südwesten und Westen an den Distrikt West Siang sowie im Westen und Nordwesten an den Distrikt Shi-Yomi. Die Fläche des Distrikts Siang beträgt 2.917 km². Das Gebiet ist fast vollständig von Wald bedeckt und teilweise Bergland. Die wichtigsten Flüsse sind der Siang und der Siyom. Ein Teil des Mouling Nationalparks gehört zum Distrikt.

## Bevölkerung

### Übersicht
Nach der Volkszählung 2011 hat der Distrikt Siang 31.920 Einwohner. Bei 11 Einwohnern pro Quadratkilometer ist der Distrikt nur dünn besiedelt. Die Bevölkerungsentwicklung ist typisch für Indien. Zwischen 2001 und 2011 stieg die Einwohnerzahl um 12,7 Prozent. Der Distrikt ist deutlich ländlich geprägt und hat eine durchschnittliche Alphabetisierung. Es gibt keine Dalits (scheduled castes), aber sehr viele Angehörige der anerkannten Stammesgemeinschaften (scheduled tribes).

### Bevölkerungsentwicklung
Wie überall in Indien wächst die Einwohnerzahl im Distrikt Siang seit Jahrzehnten stark an. Die Circles Boleng, Kaying, Pangin, Payum und Rumgong decken das Gebiet seit 1981 in heutigem Umfang ab. In späteren Jahren entstanden aus Teilen dieser fünf Circles die Circles Jomlo Mobuk, Kebang, Rebo-Perging und Riga. Die Zunahme betrug in den Jahren 2001–2011 rund 13 Prozent (12,72 %). In diesen zehn Jahren nahm die Bevölkerung um mehr als 3600 Menschen zu. Die genauen Zahlen verdeutlicht folgende Tabelle:

### Bedeutende Orte
Es gibt im Distrikt mit dem Hauptort Boleng nur eine einzige städtische Siedlung. Deshalb ist der Anteil der städtischen Bevölkerung im Distrikt gering. Denn nur 2.979 der 31.920 Einwohner oder 9,33 % leben in städtischen Gebieten.

### Bevölkerung des Distrikts nach Geschlecht
Der Distrikt hatte immer mehr männliche wie weibliche Einwohner. Dies ist typisch für weite Gebiete Indiens. Der Anteil der männlichen Bevölkerung liegt aber deutlich über dem indischen Durchschnitt. Die Verteilung der Geschlechter sieht wie folgt aus:
| Verteilung der Bevölkerung nach Geschlecht im Distrikt Siang |                   |                   |                   |                   |                   |                   |                   |                   |
|                                                              | Volkszählung 1981 | Volkszählung 1981 | Volkszählung 1991 | Volkszählung 1991 | Volkszählung 2001 | Volkszählung 2001 | Volkszählung 2011 | Volkszählung 2011 |
| Anzahl                                                       | Anteil            | Anzahl            | Anteil            | Anzahl            | Anteil            | Anzahl            | Anteil            |                   |
| GESAMT                                                       | 22.973            | 100 %             | 25.780            | 100 %             | 28.317            | 100 %             | 31.920            | 100 %             |
| Männer                                                       | 12.240            | 53,27 %           | 13.423            | 52,07 %           | 14.632            | 51,67 %           | 16.600            | 52,01 %           |
| Frauen                                                       | 10.733            | 46,73 %           | 12.357            | 47,93 %           | 13.685            | 48,33 %           | 15.320            | 47,99 %           |

### Volksgruppen
In Indien teilt man die Bevölkerung in die drei Kategorien general population, scheduled castes und scheduled tribes ein. Die scheduled castes (anerkannte Kasten) mit (2011) 0 Menschen (0,00 Prozent der Bevölkerung) werden heutzutage Dalit genannt (früher auch abschätzig Unberührbare betitelt). Die scheduled tribes sind die anerkannten Stammesgemeinschaften mit (2011) 28.922 Menschen (90,61 Prozent der Bevölkerung), die sich selber als Adivasi bezeichnen. Zu ihnen gehören in Arunachal Pradesh 104 Volksgruppen. Aufgrund der Sprache (Zahlen für die Volksgruppen sind nur bis Distriktshöhe veröffentlicht) sind die Adi die wichtigste Gruppe innerhalb der anerkannten Stammesgemeinschaften im heutigen Distrikt.

### Bevölkerung des Distrikts nach Sprachen
Fast die ganze Bevölkerung des Distrikts Siang spricht eine tibetobirmanische Sprache. Die weitverbreitetste Sprachgruppe ist Adi (Adi, Miniyong, Talgalo und Gallong; 28.937 Personen oder 90,65 % der Distriktsbevölkerung). Zuwanderersprachen sind die Sprachgruppe Hindi (944 Personen oder 2,94 %), Nepali, Assami, Bengali und Odiya.
Adi dominiert in allen Circles des Distrikts mit Anteilen zwischen 80,29 % im Circle Kaying und 99,45 % im Circle Payum. Hochburg des Hindi ist der Circle Kaying. Dort geben 472 Menschen oder 9,27 % Hindi-Sprachen und -Dialekte (Hindi und Bhojpuri) als Muttersprache an. Nepali erreicht die höchsten Anteile in den Circles Boleng (7,06 %) und Pangin (6,48 %). Alle anderen Minderheitensprachen erreichen in den Circles nur Anteile an weniger als zwei Prozent der Einwohnerschaft. Die Verteilung der Einzelsprachen sieht wie folgt aus:
| Jahr                                   | Adi    | Adi     | Adi Miniyong | Adi Miniyong | Nepali | Nepali | Hindi | Hindi  | Talgalo | Talgalo | Assami | Assami | Odia | Odia   | Gesamt | Gesamt   |
| Jahr                                   | Zahl   | %       | Zahl         | %            | Zahl   | %      | Zahl  | %      | Zahl    | %       | Zahl   | %      | Zahl | %      | Zahl   | %        |
| -------------------------------------- | ------ | ------- | ------------ | ------------ | ------ | ------ | ----- | ------ | ------- | ------- | ------ | ------ | ---- | ------ | ------ | -------- |
| 2011                                   | 19.807 | 62,05 % | 6.578        | 20,61 %      | 858    | 2,69 % | 657   | 2,06 % | 214     | 0,67 %  | 197    | 0,62 % | 178  | 0,56 % | 31.920 | 100,00 % |
| Quelle: Ergebnis der Volkszählung 2011 |        |         |              |              |        |        |       |        |         |         |        |        |      |        |        |          |

### Bevölkerung des Distrikts nach Bekenntnissen
Die einheimischen Bewohner bekennen sich mehrheitlich zu ihren angestammten Ethnischen Religionen. In den letzten hundert Jahren traten viele Stammesangehörige (scheduled tribes) zum Christentum über. Einzige kleinere religiöse Minderheit sind die Hindus, die weit überwiegend Zugewanderte sind (Leute aus dem Hindi-Gürtel in Nordindien, Nepali, Assamesen, Bengalis und Odia).
Die Anhängerschaft der Ethnischen Religionen bildet mit Ausnahme des Circles Payum (dort nur 275 Menschen oder 11,68 % der Bevölkerung) überall die Bevölkerungsmehrheit. Im Circle Kaying mit 54,97 % allerdings nur eine knappe Mehrheit. In den Circles Kaying, Pangin, Payum und Rebo-Perging sind die Christen weit überdurchschnittlich vertreten. Doch nur im Circle Payum sind sie mit 2016 Personen oder 85,64 % der dortigen Einwohnerschaft in der Mehrheit. Die Hindus haben ihre Hochburgen in den Circles Boleng, Kaying, Kebang und Pangin mit Anteilen zwischen 7,43 % und 16,31 % der dortigen Bewohner. Die genaue religiöse Zusammensetzung der Bevölkerung zeigt folgende Tabelle:
| Jahr                                   | Buddhisten | Buddhisten | Christen | Christen | Hindus | Hindus | Jainas | Jainas | Muslime | Muslime | Sikhs | Sikhs  | Andere | Andere  | keine Angaben | keine Angaben | Gesamt | Gesamt   |
| Jahr                                   | Zahl       | %          | Zahl     | %        | Zahl   | %      | Zahl   | %      | Zahl    | %       | Zahl  | %      | Zahl   | %       | Zahl          | %             | Zahl   | %        |
| -------------------------------------- | ---------- | ---------- | -------- | -------- | ------ | ------ | ------ | ------ | ------- | ------- | ----- | ------ | ------ | ------- | ------------- | ------------- | ------ | -------- |
| 2011                                   | 145        | 0,45 %     | 5.729    | 17,95 %  | 2.629  | 8,24 % | 6      | 0,02 % | 137     | 0,43 %  | 15    | 0,05 % | 23.143 | 72,50 % | 116           | 0,36 %        | 31.920 | 100,00 % |
| Quelle: Ergebnis der Volkszählung 2011 |            |            |          |          |        |        |        |        |         |         |       |        |        |         |               |               |        |          |

## Bildung
Trotz bedeutender Anstrengungen ist das Ziel der vollständigen Alphabetisierung noch weit entfernt. Während 7 von 8 Männern in den Städten lesen und schreiben können, liegt der Alphabetisierungsgrad der Frauen auf dem Land bei weniger als 60 %. Dies zeigt die folgende Tabelle:
| Alphabetisierung im Distrikt Siang     |                   |                   |
| Einheit                                | Volkszählung 2011 | Volkszählung 2011 |
| Einheit                                | Anzahl            | Anteil            |
| GESAMT                                 | 18.672            | 68,08 %           |
| Männer                                 | 10.562            | 73,80 %           |
| Frauen                                 | 8.110             | 61,84 %           |
| STADT GESAMT                           | 2.207             | 83,82 %           |
| Stadt, Männer                          | 1.143             | 87,72 %           |
| Stadt, Frauen                          | 1.064             | 80,00 %           |
| LAND GESAMT                            | 16.465            | 66,41 %           |
| Land, Männer                           | 9.419             | 72,40 %           |
| Land, Frauen                           | 7.046             | 59,79 %           |
| Quelle: Ergebnis der Volkszählung 2011 |                   |                   |

## Verwaltung
Der heutige Distrikt ist in die neun Circles (Kreise) Boleng, Jomlo Mobuk, Kaying, Kebang, Pangin, Payum, Rebo-Perging, Riga und Rumgong unterteilt.